# Anthony Gerrard
Anthony Gerrard (ur. 6 lipca 1986 w Liverpoolu, Anglia) – angielski piłkarz występujący na pozycji środkowego obrońcy w Huddersfield Town. Kuzyn byłego kapitana zespołu Liverpoolu, Stevena Gerrarda.